# Graphania vexata
Graphania vexata är en fjärilsart som beskrevs av Walker 1865. Graphania vexata ingår i släktet Graphania och familjen nattflyn. Inga underarter finns listade i Catalogue of Life.